# Roter Stein (Allgäuer Alpen)
Der Rote Stein ist ein 1547 m ü. A. hoher Berg in den Tannheimer Bergen in den Allgäuer Alpen. Er liegt am Rand des Vilstales südlich von Vils.
Das Gestein dort nahe des Vilser Kalksteinbruchs wird im Zusammenhang mit dem Vilser Kalk als Kalkstein betrachtet. Nach Südwesten steigt das Gebirge zum Rossberg, einer Bergschulter des Brentenjochs, weiter an.